# 荒神神社 (遠野市)
荒神神社（あらがみじんじゃ）は岩手県遠野市青笹町中沢に鎮座する神社。
遠くに早池峰山を望む周囲を田畑に囲まれた狭い土地に鎮まる茅葺屋根の小さな宝形造社殿が周辺に立つ樹木とあわせて独特の風景を形成し、日本の原風景、また遠野市を代表する風景としてその素朴さが評価され、遠野市の観光ポスターをはじめ、様々な書籍や作品に登場している。また遠野市が価値ある建造物や風景を指定する「遠野遺産」に第37号として選ばれている。

## 祭神
権現様を祀り、地元では「荒神様」と呼ばれている。

## 周辺
- 伝承園
- 常堅寺
  - カッパ淵